# Zbór Kościoła Zielonoświątkowego „Syloe” w Skawinie
Zbór Kościoła Zielonoświątkowego „Syloe” w Skawinie – zbór ewangeliczny o charakterze zielonoświątkowym, należący do Kościoła Zielonoświątkowego w RP, mający siedzibę w Skawinie przy ul. Okrężnej 5.

## Historia
Pierwsze spotkania ewangelicznie wierzących osób w okolicy Skawiny miały miejsce w trakcje II wojny światowej, kiedy to gromadzono się w domach. Członkowie powstałej wspólnoty utrzymywali relacje ze współwyznawcami z Krakowa. Z biegiem czasu powstał kościół w Facimiechu, który pozostał niezależną jednostką, nie przyłączając się do żadnego z działających związków wyznaniowych. Wierni uczęszczali również do kościołów w Krakowie.
Kościół w Facimiechu stał się następnie częścią zboru „Betlejem” w Krakowie. Wspólnota w początku lat 80. XX wieku była obsługiwana przez dojeżdżającego z Krakowa pastora Leona Sławeckiego. W 1983 została przekształcona w samodzielny zbór.
W 1987 dokonano zakupu budynku przy ul. Okrężnej 5 w Skawinie w celu przekształcenia go w siedzibę zboru. Przeprowadzony został remont, a pierwsze nabożeństwo w nowym obiekcie miało miejsce w lutym 1988, kiedy Piotr Nowak został wprowadzony w urząd pastora zboru przez Kazimierza Sosulskiego.
W związku z potrzebą urządzenia pełnoprawnej kaplicy, w lipcu 1989 przystąpiono do rozbudowy siedziby zboru według projektu Wojciecha Kosińskiego. W pracach budowlanych uczestniczyli również nieodpłatnie członkowie skawińskiej wspólnoty. Pierwsze nabożeństwo w kaplicy odbyło się w grudniu 1996, podczas którego kazanie wygłosił pastor Paweł Sochacki ze zboru Kraków-Nowa Huta.
Od 2011 stanowisko pastora pełni Robert Nowak.